# Andrés Robles
Andrés Sebastián Robles Fuentes (* 7. Mai 1994 in Santiago) ist ein chilenischer Fußballspieler. Der Innenverteidiger bestritt ein Länderspiel für die chilenische Fußballnationalmannschaft.

## Karriere

### Verein
Andrés Robles begann seine Karriere 2009 bei den Santiago Wanderers im Alter von 16 Jahren. In seiner Zeit bei den Wanderers wurde er 2014/15 an Atlético Madrid verliehen, für das er in der zweiten Mannschaft zum Einsatz kam, und 2016/17 an CD Huachipato. Nach seiner Rückkehr zu den Wanderers gewann er die Copa Chile 2017. Nach einer Station bei San Luis wechselte er 2019 nach Peru zu Real Garcilaso und im Folgejahr nach Brasilien zu EC Água Santa. 2020 kehrte er nach Chile zurück und schloss sich Universidad de Concepción an. Zur Saison 2024 wechselte der Offensivakteur zu Deportes Antofagasta. Im Februar 2024 gab sein früherer Klub EC Água Santa die erneute Verpflichtung von Robles bekannt. Im August 2024 spielte Robles leihweise zwei Wochen bei Náutico Capibaribe.

### Nationalmannschaft
Robles bestritt im April 2013 sein einziges Länderspiel für die A-Nationalmannschaft beim Freundschaftsspiel gegen Brasilien, als er in der Nachspielzeit für Eduardo Vargas eingewechselt wurde.
Zuvor hatte er bereits mit der U17-Nationalmannschaft an den Südamerikaspielen 2010 in Medellín und der Südamerikameisterschaft 2011 in Ecuador teilgenommen. Mit der U20-Nationalmannschaft nahm er im Juli 2013, nach seinem A-Länderspieldebüt, an der Weltmeisterschaft in der Türkei teil.

## Erfolge
Santiago Wanderers
- Chilenischer Pokalsieger: 2017

## Sonstiges
Sein Vater Héctor Robles ist ebenfalls ehemaliger Profifußballspieler und heutiger Trainer.